# Myrtle Cook
Myrtle Cook, född 5 januari 1902 i Toronto, död 18 mars 1985 i Elora i Ontario, var en kanadensisk friidrottare.
Myrtle blev olympisk mästare på 4 x 100 meter vid olympiska sommarspelen 1928 i Amsterdam.